# Kopo (Cisarua)
Kopo is een bestuurslaag in het regentschap Bogor van de provincie West-Java, Indonesië. Kopo telt 18.833 inwoners (volkstelling 2010).